# Doretta Morrow
Doretta Morrow (nacida como Doretta Marano; Brooklyn, Nueva York, 27 de enero de 1927-Londres, Inglaterra, 28 de febrero de 1968) fue una actriz y bailarina estadounidense. 
Fue hija de Víctor y Dolores Marano, y prima del cantante Vic Damone. Su principal actividad tuvo lugar en el teatro, trabajó en una única ocasión en el cine, en el filme Because You're Mine (1952), junto con Mario Lanza.
Se retiró de la interpretación tras casarse, y falleció a causa de un cáncer.

## Trabajo teatral
- 1946 The Red Mill. Reposición en Broadway.
- 1948 Where's Charley?. Producción en Broadway. Doretta hizo el papel de Kitty Verdun y cantó "My Darling, My Darling" (dueto con Byron Palmer).
- 1951 El rey y yo. Producción de Broadway. Doretta fue Tuptim y cantó "I Have Dreamed" y "We Kiss in a Shadow", ambos en dueto con Larry Douglas.
- 1953 Kismet. Producción de Broadway. Doretta fue Marsinah y cantó "Baubles, Bangles and Beads".
- 1955 Kismet. Producción en Londres.
- 1957 Fanny. Producción estadounidense representada en gira. Interpretó el papel principal.
- 1959 Aladdin. Producción teatral londinense del musical de Cole Porter, en el papel de La Princesa.

## Trabajo cinematográfico
- 1952 Because You're Mine (Amor a medianoche)

## Musical televisivo
- 1956 The Adventures of Marco Polo